# Persib Bandung
Persatuan Sepakbola Indonesia Bandung, auch bekannt als Persib Bandung oder einfach nur Persib, ist ein indonesischer Fußballverein aus Bandung. Aktuell spielt der Verein in der höchsten Liga des Landes, der Liga 1. Der Klub gewann insgesamt neun nationale Meisterschaften. Der größte Rivale ist Persija Jakarta, gegen den das Derbi Indonesia ausgetragen wird.

## Geschichte
Gegründet wurde der Verein am 5. Januar 1919 unter dem Namen BIVB (Bandoeng Inlandsche Voetbal Bond) und war einer der Mitbegründer des Indonesischen Fußballverbandes PSSI. Die erste nationale Meisterschaft gelang 1937 noch während der Besatzung durch die Niederländer. In der ab 1951 ausgetragenen Amateurliga Perserikatan konnte Persib noch dreimal eine nationale Meisterschaft erinngen: 1961, 1986 und 1990. Ab 1994 spielten der Verein in der neuen Profiliga Liga Indonesia und konnte in der ersten Saison direkt die Meisterschaft holen. Nach dem Gewinn der Meisterschaft 1994/95, nahm der Verein an der AFC Champions League teil, und erreichte das Viertelfinale. Thailands Nationaltorhüter Kosin Hathairattanakool spielte 2006 für eine Saison bei Persib Bandung. 2014 konnte der Klub dann zum zweiten Mal die Meisterschaft feiern. In der darauf folgenden AFC Champions League 2015 schied man in der 2. Qualifikationsrunde mit 0:4 gegen den vietnamesischen Teilnehmer Hà Nội T&T aus. Im Jahr 2017 gelang Persib ein Transfercoup mit der Verpflichtung des ghanaischen Nationalspielers Michael Essien und es ehemaligen englischen Nationalspielers Carlton Cole. Beide Wechsel brachten nicht den gewünschten Erfolg. Cole blieb nur fünf Monate und Essien wurden nach einem Jahr bereits wieder aussortiert.

## Vereinserfolge

### National
- Indonesischer Meister: 1994/95, 2014, 2023/24, 2024/25[6]

- Perserikatan (Amateur-Liga)

Meister 1937, 1961, 1986, 1990, 1994
Vizemeister 1933, 1934, 1936, 1950, 1959, 1966, 1983, 1985

## Stadion
Seine Heimspiele trägt der Verein im Gelora Bandung Lautan Api Stadium aus.

## Bekannte Spieler
- Kosin Hathairattanakool (2006, 2009–2010)
- Shōhei Matsunaga (2011)
- Michael Essien (2017–2018)
- Carlton Cole (2017–2018)
- Ezechiel N’Douassel (2017–2019)

## Kader
| Nr. |             | Position | Name              |
| --- | ----------- | -------- | ----------------- |
| 1   | Philippinen | TW       | Kevin Ray Mendoza |
| 2   | Niederlande | AB       | Nick Kuipers      |
| 4   | Brasilien   | AB       | Gustavo França    |
| 5   | Indonesien  | AB       | Kakang Rudianto   |
| 6   | Indonesien  | MF       | Robi Darwis       |
| 7   | Indonesien  | MF       | Beckham Putra     |
| 8   | Curaçao     | ST       | Gervane Kastaneer |
| 9   | Indonesien  | ST       | Dimas Drajad      |
| 10  | Spanien     | MF       | Tyronne           |
| 11  | Indonesien  | MF       | Dedi Kusnandar    |
| 12  | Indonesien  | AB       | Henhen Herdiana   |
| 13  | Indonesien  | MF       | Febri Hariyadi    |
| 14  | Indonesien  | TW       | Teja Paku Alam    |
| 16  | Indonesien  | AB       | Achmad Jufriyanto |
| 17  | Kroatien    | AB       | Mateo Kocijan     |
| 18  | Indonesien  | MF       | Adam Alis         |

| Nr. |            | Position | Name                |
| --- | ---------- | -------- | ------------------- |
| 19  | Brasilien  | ST       | David da Silva      |
| 23  | Indonesien | MF       | Marc Klok           |
| 27  | Indonesien | AB       | Zalnando            |
| 32  | Indonesien | AB       | Victor Igbonefo     |
| 37  | Indonesien | MF       | Ferdiansyah         |
| 50  | Indonesien | TW       | Fitrah Maulana      |
| 53  | Indonesien | MF       | Rachmat Irianto     |
| 56  | Indonesien | AB       | Rezaldi Hehanussa   |
| 71  | Indonesien | MF       | Adzikry Fadlillah   |
| 73  | Indonesien | ST       | Zulkifli Lukmansyah |
| 77  | Brasilien  | ST       | Ciro Alves          |
| 88  | Indonesien | MF       | Ahmad Agung         |
| 96  | Indonesien | MF       | Ryan Kurnia         |
| 97  | Indonesien | AB       | Edo Febriansah      |
| 99  | Indonesien | TW       | Sheva Sanggasi      |